# مایکل روهل
مایکل روهل (به انگلیسی: Michael Rohl) یک کارگردان تلویزیون کانادایی است. او روی سریال‌هایی نظیر اسمالویل، سوپرنچرال، نابودگر: ماجراهای سارا کانر، آندرومدا، کایل ایکس‌وای و ماشین درو و هم‌چنین بسیاری از برنامه‌های دیگر، کار کرده‌است. دخترش کیسی رول نیز یک بازیگر است.

## فیلم‌شناسی جزئی
- پناهگاه (مجموعه تلویزیونی) (۲۰۱۰)
- ماشین درو (۲۰۰۷)
- سوپرنچرال (۲۰۰۷)
- کایل ایکس‌وای (مجموعه تلویزیونی) (۲۰۰۶)
- اسمالویل (۲۰۱۱-۲۰۰۶)
- آندرومدا (۲۰۰۲)